# Jacobine Geel
Jacobine Dorothea Cornelia Geel (Amsterdam, 29 april 1963) is een Nederlandse theologe, televisiepresentatrice en columniste. Geel studeerde theologie aan de Vrije Universiteit van Amsterdam en was voorzitter van het College voor de Rechten van de Mens.

## Biografie
Toen Geel nog medewerkster bij de IKON was, werd zij in 1997 de eerste winnares van de door dagblad Trouw georganiseerde wedstrijd Preek van het Jaar.
Haar eerste ervaring als televisiepresentatrice deed Geel in 1999 op bij de IKON voor de Wilde Ganzen en Geel. Daarop volgden in 2002 voor de NCRV de programma's Ritueel 2001 en Jacobine op 2. Met Andries Knevel was zij wekelijks discussieleidster in het programma Debat op 1.  Elke maandag was zij te zien als presentator van het NCRV-programma Schepper & Co. Ze heeft ook De Grote Bijbelquiz gepresenteerd.
Ze verdedigde de voordracht van Willem van Oranje voor de verkiezing van De grootste Nederlander op 15 november 2004. Willem van Oranje werd tweede. Geel kon zich niet vinden in de eerste plaats voor Pim Fortuyn.
In 2006 was zij voorzitter van het Burgerforum Kiesstelsel.
Op 7 maart 2009 leidde Geel de herdenkingsdienst voor de slachtoffers van het luchtvaartongeval op 25 februari dat jaar op Schiphol. 
Op 8 mei 2009 leidde zij de herdenkingsbijeenkomst voor de slachtoffers van de aanslag op Koninginnedag 2009 in Apeldoorn.
Eens per maand is Geel te horen als dominee, dan preekt zij in de oecumenische gemeente in Kortenhoef.
In de loop der jaren ondersteunde Geel uitzendingen van NOS Actueel als deskundige bij kerkdiensten en andere religieuze plechtigheden.
Per 2016 werd Jacobine op 2 uitgezonden op NPO 2 vanaf 17:00 u. op zondagmiddagen vanuit de oranjerie van landgoed Hydepark te Doorn. De laatste uitzending van dit interviewprogramma waarin de presentatrice wekelijks sprak met geestelijken, filosofen en denkers over actuele en spirituele thema’s vond op 30 oktober 2022 plaats. De reden is dat KRO-NCRV bij levensbeschouwelijke programma's het accent verleggen wil naar beleving. Vanaf Geel tot en met Jacobine op 2 had Geel 23 jaar een eigen programma waarmee ze wekelijks op televisie te zien was.

## Andere functies
Geel was voorzitter van het bestuur van GGZ Nederland. Zij is lid van het Comité van aanbeveling van de Nederlandse sectie van Kairos Palestina.
In 2011 was Geel voorzitter van de Commissie nieuwe woorden, nieuwe beelden, die onderzoek ging doen naar de verkiezingsnederlaag van het CDA in juni 2010. In die maanden sprak de commissie met ruim 600 leden door het hele land die meedachten over de koers. Op 21 januari 2012 gaf ze op een tot congres verheven nieuwjaarsreceptie uitleg over het resultaat van deze commissie.
Sinds voorjaar 2014 is Geel voorzitter van de Nederlandse tak van Oikocredit, een organisatie die zich, vanuit een oecumenische achtergrond, richt op het verlenen van microkredieten aan ondernemers in landen waarin kleine ondernemers plaatselijk afhankelijk zijn van leningen tegen woekerrente.
Op 25 juni 2021 werd bekendgemaakt dat de leden van de Nederlandse ggz, voorheen GGZ Nederland, Ruth Peetoom met ingang van 1 september van dat jaar hebben verkozen tot hun nieuwe voorzitter. Geel neemt na twee termijnen afscheid als voorzitter van de Nederlandse ggz.

## Voorzitter College voor de Rechten van de Mens
Op 9 juli van dat jaar werd bekendgemaakt dat de ministerraad op voorstel van de minister voor Rechtsbescherming heeft besloten Geel - als eerste niet-jurist - voor te dragen voor benoeming bij koninklijk besluit tot nieuwe voorzitter van het College voor de Rechten van de Mens met ingang van 1 september 2021.
In mei 2023 kwam Jacobine Geel negatief in het nieuws, omdat zij met een deel van het bestuur van het College van de Rechten van de Mens klokkenluiders uit dat bestuur geen contractverlenging heeft aangeboden. Vier van de acht collegeleden hebben bij het ministerie van Justitie melding gedaan van intimidatie, discriminatie en vriendjespolitiek door voorzitter Jacobine Geel. Hoewel het ministerie de klokkenluiders had beloofd hen te beschermen, moesten twee van hen gedwongen vertrekken.
In juni 2023 trok Geel zich (tijdelijk) terug als voorzitter van het College van de Rechten van de Mens, omdat ze naar eigen zeggen ziek was geworden van de bestuurscrisis.
Na het verschijnen van het rapport van de commissie Sorgdrager besloot het ministerie van Justitie in 2024 twee leden van het College voor de Rechten van de Mens een schadevergoeding te verstrekken. Die krijgen zij, omdat zij, nadat zij melding hadden gemaakt van wangedrag van de voorzitter van het College, op oneigenlijke gronden niet zijn herbenoemd.

## Onderscheidingen
- Voor het geheel van haar werk in de religieuze publiciteit ontving Geel in 2006 de Spaanprijs.
- In 2019 werd de Meester Kackadorisprijs van de Vereniging tegen de Kwakzalverij aan haar toegekend voor haar "structurele avances richting de psycho-kwakzalverij" wat blijkt uit haar betrokkenheid bij het Consortium voor Integrale Zorg en Gezondheid (CIZG) dat volgens de jury "onbewezen alternatieve geneeswijzen" promoot.[7]

## Persoonlijk
Geel woont met haar man in Amsterdam, in 2004 kregen zij een zoon.
- International Standard Name Identifier: 0000 0003 9682 4807
- Nederlandse Thesaurus van Auteursnamen: 073030899
- Virtual International Authority File: 291803467
- WorldCat: E39PBJkMFqtG9YpbFXdC9rmw4q